# Сен-Лоран-ла-Рош
Сен-Лора́н-ла-Рош (фр. Saint-Laurent-la-Roche) — колишній муніципалітет у Франції, у регіоні Бургундія-Франш-Конте, департамент Жура. Населення — 342 осіб (2011).
Муніципалітет був розташований на відстані близько 350 км на південний схід від Парижа, 85 км на південний захід від Безансона, 9 км на південь від Лонс-ле-Соньє.

## Історія
У 1956-2015 роках муніципалітет перебував у складі регіону Франш-Конте. Від 1 січня 2016 року належав до нового об'єднаного регіону Бургундія-Франш-Конте.
1 січня 2016 року Сен-Лоран-ла-Рош, Артена, Ессія i Варессія було об'єднано в новий муніципалітет Ла-Шаєз.

## Демографія
Динаміка населення (Insee ):
Розподіл населення за віком та статтю (2006):
| Стать | Всього | До 15 років | 15-24 | 25-44 | 45-64 | 65-85 | Понад 85 |
| --- | ------ | ----------- | ----- | ----- | ----- | ----- | -------- |
| Чоловіки | 179    | 28          | 16    | 48    | 43    | 44    | 0        |
| Жінки | 152    | 20          | 16    | 44    | 36    | 36    | 0        |
| \| Статево-вікова піраміда \| Статево-вікова піраміда \| Статево-вікова піраміда \| \| ----------------------- \| ----------------------- \| ----------------------- \| \| Чоловіки \| Вік \| Жінки \| \| 0 \| 85 + \| 0 \| \| 8 \| 80-84 \| 8 \| \| 16 \| 75-79 \| 12 \| \| 12 \| 70-74 \| 4 \| \| 8 \| 65-69 \| 12 \| \| 4 \| 60-64 \| 0 \| \| 8 \| 55-59 \| 4 \| \| 23 \| 50-54 \| 20 \| \| 8 \| 45-49 \| 12 \| \| 12 \| 40-44 \| 4 \| \| 16 \| 35-39 \| 16 \| \| 8 \| 30-34 \| 12 \| \| 12 \| 25-29 \| 12 \| \| 4 \| 20-24 \| 4 \| \| 12 \| 15-20 \| 12 \| \| 8 \| 10-14 \| 12 \| \| 4 \| 5-9 \| 0 \| \| 16 \| 0-4 \| 8 \| |        |             |       |       |       |       |          |
| Статево-вікова піраміда |        |             |       |       |       |       |          |
| Чоловіки | Вік    | Жінки       |       |       |       |       |          |
| 0 | 85 +   | 0           |       |       |       |       |          |
| 8 | 80-84  | 8           |       |       |       |       |          |
| 16 | 75-79  | 12          |       |       |       |       |          |
| 12 | 70-74  | 4           |       |       |       |       |          |
| 8 | 65-69  | 12          |       |       |       |       |          |
| 4 | 60-64  | 0           |       |       |       |       |          |
| 8 | 55-59  | 4           |       |       |       |       |          |
| 23 | 50-54  | 20          |       |       |       |       |          |
| 8 | 45-49  | 12          |       |       |       |       |          |
| 12 | 40-44  | 4           |       |       |       |       |          |
| 16 | 35-39  | 16          |       |       |       |       |          |
| 8 | 30-34  | 12          |       |       |       |       |          |
| 12 | 25-29  | 12          |       |       |       |       |          |
| 4 | 20-24  | 4           |       |       |       |       |          |
| 12 | 15-20  | 12          |       |       |       |       |          |
| 8 | 10-14  | 12          |       |       |       |       |          |
| 4 | 5-9    | 0           |       |       |       |       |          |
| 16 | 0-4    | 8           |       |       |       |       |          |

## Економіка
2010 року серед 219 осіб працездатного віку (15—64 років) 171 була активною, 48 — неактивними (показник активності 78,1%, у 1999 році було 75,4%). З 171 активної мешканців працювало 157 осіб (89 чоловіків та 68 жінок), безробітними було 14 (5 чоловіків та 9 жінок). Серед 48 неактивних 18 осіб було учнями чи студентами, 12 — пенсіонерами, 18 були неактивними з інших причин.

У 2010 році в муніципалітеті числилось 125 оподаткованих домогосподарств, у яких проживали 340,0 особи, медіана доходів виносила 19 636 євро на одного особоспоживача